# George Lois
Pour les articles homonymes, voir Lois.
George Lois (né à Manhattan le 6 juin 1931 et mort à Manhattan le 18 novembre 2022) est un photographe américain.

## Biographie
George Lois fit la couverture de 92 numéros du magazine Esquire.

## Expositions
- Museum of Modern Art, New York

## Publications
- George Lois, Damn Good Advice (for people with talent!), Londres, Phaidon, 2012 (ISBN 978-0-7148-6348-1)
- George Lois, George Lois on His Creation of the Big Idea, New York, Assouline, 2008 (ISBN 978-2759402991)
- Tommy Hilfiger et George Lois, Iconic America: A Roller-Coaster Ride through the Eye-Popping Panorama of American Pop Culture, New York, Universe Publishing, 2007 (ISBN 978-0789324054, lire en ligne )
- Ali Rap, New York, Taschen, 2006 (ISBN 3822851566)
- George Lois, $ellebrity: My Angling and Tangling With Famous People, New York, Phaedon, 2003 (ISBN 978-0714842844, lire en ligne)
- Steven Heller (foreword by Armin Hofmann; introduction by George Lois; essay by Jessica Helfand), Paul Rand, New York, Phaedon, 1999 (ISBN 0714837989, lire en ligne )
- George Lois, Covering the '60s : George Lois—The Esquire Era, New York, Monacelli, 1996 (ISBN 1885254245)
- George Lois et Bill Pitts, What's the Big Idea?: How to Win with Outrageous Ideas (That Sell!), New York, Doubleday, 1991, 288 (ISBN 0385414862, lire en ligne)
- George Lois et Bill Pitts, The Art of Advertising: George Lois on Mass Communication, New York, Harry N. Abrams, 1977 (ISBN 0810903733)
- George Lois et Bill Pitts, George, Be Careful: A Greek Florist's Kid in the Roughhouse World of Advertising, New York, Saturday Review Press, 1972 (ISBN 978-0-8415-0190-4)